# Goodea
Genre
Goodea est un genre de poisson de la famille des Goodeidae et de l'ordre des Cyprinodontiformes. Ce genre est endémique de l'Amérique.

## Liste des espèces
Selon FishBase (30 juillet 2017) :
- Goodea atripinnis Jordan, 1880
- Goodea gracilis Hubbs & Turner, 1939
- Goodea luitpoldii (Steindachner, 1894)

Selon World Register of Marine Species (30 juillet 2017) :
- Goodea atripinnis Jordan, 1880
- Goodea gracilis Hubbs & Turner, 1939